# Iron Brigade
Iron Brigade (jernbrigaden), også kendt som Iron Brigade of the West og Black Hat Brigade, var en infanteribrigade i Unionens Army of the Potomac under den amerikanske borgerkrig. Selv om den udelukkende kæmpede i det østlige operationsområde, bestod den af regimenter fra de vestlige stater (som i dag kaldes Midtvesten). Den var kendt for sin stramme disciplin, sin usædvanlige uniform og hårdnakkede kampevne. Den led de højeste procentvise tab blandt alle brigader i krigen.
Tilnavnet "Iron Brigade" med dens bibetydning om mænd med jerndisciplin blev formelt og uformelt anvendt af en række enheder i borgerkrigen og senere krige. Iron Brigade of the West var den enhed, som mest varigt blev kendt under dette tilnavn.

## Brigadens tilnavn
Iron Brigade bestod oprindelig af 2., 6. og 7. Wisconsin infanteriregimenterne samt 19. Indiana og blev senere tilføjet 24. Michigan. Denne sammensætning med mænd fra vestlige stater førte til, at den somme tider blev omtalt som Iron Brigade of the West. De blev tidligt i krigen kendt som Black Hats på grund af de sorte Hardee hatte, som soldaterne havde på, frem for de sædvanlige blå kepier, der blev anvendt i de fleste enheder.
Den rent vestlige brigade fik sit berømte tilnavn, mens den var under kommando af brigadegeneral John Gibbon, som ledede brigaden i dens første kamp ved Brawner's Farm under Andet slag ved Bull Run (28. august 1862), hvor den holdt stand mod en overlegen styrke under Stonewall Jackson. Betegnelsen "Iron Brigade" stammede fra slaget om passene i Slaget ved South Mountain, forspillet til slaget ved Antietam i september 1862. Generalmajor Joseph Hooker, der havde kommandoen over 1. Korps, bad hærchefen generalmajor George B. McClellan, om ordrer. McClellan spurgte: "Hvad er det for tropper, der kæmper på landevejen?" Hooker svarede: "[Brigadegeneral] Gibbons brigade af folk fra Vesten." McClellan konstaterede: "De må være lavet af jern." Hooker sagde, at brigaden havde klaret sig endnu bedre i Andet slag ved Bull Run; hvortil McClellan svarede, at brigaden bestod af "de bedste tropper i verden." Hooker blev meget opstemt og red af sted med sine ordrer. Senere fik navnet "Iron Brigade" en betydelig presseomtale og blev almindeligt brugt under krigen.

## Brigadens historie
Enheden, der blev kendt som Iron Brigade, blev formeret den 1. oktober 1861, da 7. Wisconsin ankom til Washington DC. Den blev samlet til en brigade med 2. og 6. Wisconsin samt 19. Indiana under kommando af brigadegeneral Rufus King. Guvernøren fra Wisconsin, Alexander Randall, havde håbet på, at det blev en enhed udelukkende fra Wisconsin, men hæren kom uforvarende til at spolere hans plan ved at overføre 5. Wisconsin fra Kings brigade og tilføje tropperne fra Indiana i stedet. Denne brigade blev oprindelig betegnet som 3. brigade i generalmajor Irvin McDowells division i Army of the Potomac, og derpå 3. Brigade, 1. Korps.
McDowell's 1. Korps sluttede sig ikke til hovedstyrken i Army of the Potomac i Peninsula kampagnen. I juni 1862 blev det omdøbt til 3. Korps i generalmajor John Popes Army of Virginia. Mens den nu var under ledelse af John Gibbon, blev Kings brigade omdøbt til 4. brigade i 1. division af 3. korps, og den kom første gang i kamp under Nordlige Virginia kampagnen. Næsten straks efter Unionens nederlag i Andet slag ved Bull Run blev 3. Korps flyttet tilbage til Army of the Potomac, hvor det blev til 1. Korps under ledelse af Joseph Hooker; Gibbons brigade blev til 4. brigade i 1. division af 1. Korps.
24. Michigan sluttede sig til brigaden den 8. oktober 1862 inden slaget ved Fredericksburg i december. Den 27. februar 1863 blev brigaden, der nu blev ledet af brigadegeneral Solomon Meredith, omdøbt til 1. brigade i 1. division af 1. Korps.
Brigadens ledere var, når man ser bort fra midlertidige chefer:
- Brigadegeneral Rufus King: 28. september 1861 – 7. maj 1862
- Brigadegeneral John Gibbon: 7. maj 1862 – 4. november 1862
- Brigadegeneral Solomon Meredith: 25. november 1862 – 1. juli 1863 (såret ved Gettysburg)

Iron brigade mistede sin rent vestlige status den 16. juli 1863 efter de voldsomme tab ved Gettysburg, da 167. Pennsylvania blev overført til den. Brigaden, som efterfulgte den, og som omfattede de overlevende fra Iron Brigade, blev ledet af:
- Oberst William W. Robinson (fra 7. Wisconsin): 1. juli 1863 – 25. marts 1864
- Brigadegeneral Lysander Cutler (6. Wisconsin): 25. marts 1864 – 6. maj 1864
- Oberst William W. Robinson: 6. maj 1864 – 7. juni 1864
- Brigadegeneral Edward S. Bragg (6. Wisconsin): 7. juni 1864 – 10. februar 1865
- Oberst John A. Kellogg (6. Wisconsin): 28. februar 1865 – 27. april 1865
- Oberst Henry A. Morrow (24. Michigan): 27. april 1865 – 5. juni 1865

I juni 1865 blev enhederne i den overlevende brigade delt og overført til Army of the Tennessee.
Brigaden kæmpede ved Andet slag ved Bull Run, Slaget ved Antietam, slaget ved Fredericksburg, Chancellorsville, Gettysburg, Mine Run, Overland, Richmond-Petersburg og Appomattox.
Brigaden var stolt over sin betegnelse 1. brigade i 1. division af 1. Korps, under hvilken den spillede en betydningsfuld rolle på førstedagen af slaget ved Gettysburg, 1. juli 1863.
Den slog den første konfødererede offensiv gennem Herbst's Woods tilbage og tog en stor del af brigadegeneral James J. Archers brigade, og Archer selv, til fange. Den led voldsomme tab under det andet større konfødererede angreb om eftermiddagen.
Iron brigaden led forholdsvis de største tab blandt alle brigader i borgerkrigen. F.eks. blev 61% (1.153 ud af 1.885) dræbt eller såret ved Gettysburg. Tilsvarende havde 2. Wisconsin en tabsprocent på 77 ved Gettysburg og var det regiment, som havde de største tab i løbet af krigen og blev kun overgået i tab ved Gettysburg af 24. Michigan, også et regiment i Iron Brigaden. 24. Michigan mistede 397 ud af 496 soldater, et tab på 80%.

## Andre Iron Brigader
Der var og er andre brigader, som i et vist omfang er kendt under det samme tilnavn:
- En anden brigade i Army of the Potomac havde tidligere været kendt som Iron Brigade (senere: Iron Brigade of the East eller First Iron Brigade for at undgå forveksling). Denne enhed var 1. brigade i 1. division i 1. Korps, inden Merediths brigade fik den betegnelse. Den bestod af 22., 24., 30., New York infanteri, 14. New York milits samt 2. U.S. Sharpshooters. Selv om den Iron Brigade gjorde tjeneste i samme infanteridivision som Iron Brigade of the West, var pressens opmærksomhed rettet mod den sidste. Mange af de østlige regimenter var afmønstret inden slaget ved Gettysburg, hvor de resterende regimenter i den østlige Iron Brigade og Iron Brigade of the West formentlig opnåede deres største ry.

- En konfødereret kavaleribrigade var kendt som Shelby's Iron Brigade. Det var i divisionen under ledelse af brigadegeneral Joseph O. (Jo) Shelby i Army of Missouri og kæmpede i generalmajor Sterling Prices Missouri ekspedition i 1864.

- Nyere forskning[3] har identificeret to andre brigader, som deres soldater eller andre kaldte "The Iron Brigade":
  - 3. brigade i 1. division af 3. Korps (17. Maine, 3. Michigan, 5. Michigan, 1., 37. og 101. New York)
  - Jesse L. Reno's Brigade fra the North Carolina ekspeditionen (21. og 35. Massachusetts, 51. Pennsylvania og 51. New York)

- 2. brigade i U.S. Army's 1. pansrede division har båret Iron Brigade tilnavnet siden 1985 og blev tidligere kaldt "Black Hat" Brigade.

- 3. brigade i 4. Infanteri Division er også kendt som Iron Brigade. Dets våbenskjold er det samme som de medaljer, der blev uddelt til veteraner fra både den vestlige og den østlige Iron Brigade i Army of the Potomac.[4]

- 1. tunge brigadekampgruppe i 2. infanteridivision er også kendt som Iron Brigade. Med base i Camp Casey i Korea spiller brigaden en vigtig afskrækkende rolle på den koreanske halvø.

## Yderligere læsning
- Wert, Jeffry D., A Brotherhood of Valor: The Common Soldiers of the Stonewall Brigade, C.S.A., and the Iron Brigade, U.S.A. Touchstone, 1999, ISBN 978-0-684-86244-6.

## Eksterne kilder
- Iron Brigade hjemmeside